# Supercoppa di Lega di Serie C 2005
La Supercoppa di Lega di Serie C 2005 è stata la 6ª edizione della Supercoppa di Serie C. Nel torneo si affrontano le vincitrici dei due gironi della Serie C1 2004-2005. L'edizione venne vinta dal Rimini per la prima volta nella sua storia.

## Squadre partecipanti
Le squadre partecipanti all'edizione 2005:
- Cremonese Vincitrice girone A di Serie C1 2004-2005
- Rimini Vincitore girone B di Serie C1 2004-2005

## Formula
La formula prevede che le due squadre si affrontino in una gara di andata ed in una di ritorno, la vincitrice dell'edizione sarà quella che avrà segnato più gol in entrambe le gare. In caso di arrivo a pari reti, la vittoria dell'edizione verrà data alla squadra che ha segnato il maggior numero di gol in trasferta. In caso che anche i gol in trasferta segnati dalle compagini siano uguali, si procederà ai calci di rigore.

## Incontri
| Arbitro: | Lops (Torino) |

|                                                     |           |                              |
| Muslimović 10’ 39’ Ricchiuti 22’ D'Angelo 54’ 90+3’ | Marcatori | 26’ Campolonghi 71’ Rebecchi |

| Arbitro: | Herberg (Messina) |

|                                |           |                                                       |
| Milone 55’ (aut.) Trapella 62’ | Marcatori | 28’ Floccari 39’ Ricchiuti 53’ Muslimović 75’ Docente |